# Crematogaster amabilis
Crematogaster amabilis är en myrart som beskrevs av Santschi 1911. Crematogaster amabilis ingår i släktet Crematogaster och familjen myror.

## Underarter
Arten delas in i följande underarter:
- C. a. amabilis
- C. a. retiaria